# District de Wudu
Le district de Wudu (武都区 ; pinyin : Wǔdū Qū) est une subdivision administrative de la province du Gansu en Chine. Il est placé sous la juridiction de la ville-préfecture de Longnan.